# 楊楚瑩
楊楚瑩（英語：Cindy Yeung Chor Ying；1965年—1986年2月23日），又名楊楚營，原名楊翠娟，香港女歌手，1985年出道，和李中浩合唱《十萬個明天》而成名。

## 早年生活
楊楚瑩於1965年（日期不詳）出生於英屬香港；家境複雜，有一個妹妹楊依琳。楊楚營早年輟學打工，在16歲就已經成為灣仔港灣道海港中心東海鐳射酒店的駐場歌手。

## 出道
楊楚營被音樂人林慕德發掘與她簽約，準備為她推出唱碟。
楊楚營先後參加1985年8月10日舉辦的1985亞太流行曲創作大賽香港決賽, 及9月份舉辦的國際青年年香港流行曲創作邀請賽, 參賽歌曲分別為與李中浩合唱的《愛情考驗》和《十萬個明天》, 而《十萬個明天》則在國際青年年香港流行曲創作邀請賽中獲得了冠軍，但合唱後遭李中浩歌迷杯葛，兩人繼續搭檔。
她亦唱過1986年由葉德嫻主演的電影〈再見媽咪〉之主題曲《獨個成長》，這首歌由林慕德創作。

## 去世
1986年2月23日，楊楚瑩在家中開煤氣自殺，隨後被送往鄧肇堅醫院急救仍宣告不治，得年21歲。其死訊與死因皆由胞妹所證實。

## 相關討論
2017年3月，陽光檸檬茶推出了1987年的復刻版包裝，也使1987年推出的電視廣告歌《如果……陽光》再次被留意，雖然廣告歌監製林慕德接受傳媒訪問時說明歌曲原唱為楊楚瑩，但是在廣告推出前，楊楚瑩已經自殺去世。隨後，已退休的香港歌手盧昭明在臉書上聲稱自己才是原唱；此說法得到當時在場參與製作的錄音師朱偉文的支持，朱表示該首歌曲只有一個版本。因為盧較楊少人認識，所以事實不能指鹿為馬，不過與林仍各執一詞。隨後（2010年），該首歌曲再由當地歌手馮曦妤翻唱，其明確歌名是來自於馮的翻唱版本，而關於歌曲原唱者，雙方說法仍然不一，至今仍有爭議。

## 音樂作品
- 1985年，《愛情考驗》[5]，林慕德作曲，徐靜雯填詞，李中浩合唱。
- 1985年，《十萬個明天》[1][2]，林慕德作曲，林振強填詞，李中浩合唱。
- 1985年，《去吧》, 林慕德作曲，林振強填詞 - 根據妹妹楊依琳在訪問中提到, 楊楚營《去吧》MV曾經於當時〈430穿梭機〉節目時段中播放[3]; 而在黃志華的博客文章中, 亦提及曾聽過楊楚營錄唱的《去吧》[2]; 再加上YouTube Channel  D'Spectacles - Band 影片 〈RTHK 青春道上 Dec 1985 - 露天音樂會節目介紹〉片段顥示, 楊楚營曾經在當年青春道上 聖誕流行音樂會上公開唱出《去吧》; 從而推斷《去吧》是楊楚營作品。
- 1986年，《獨個成長》[6]，葉德嫻主演電影〈再見媽咪〉之主題曲，林慕德作曲，潘源良填詞。